# The Marshall Tucker Band (álbum)
The Marshall Tucker Band es el álbum debut de la banda de rock sureño estadounidense The Marshall Tucker Band. Fue grabado en 1973 en Macon, Georgia, y publicado bajo el sello Capricorn Records.

## Lista de canciones
Todas escritas por Toy Caldwell.
1. "Take the Highway" - 6:15
2. "Can't You See" - 6:05
3. "Losing You" - 5:10
4. "Hillbilly Band" - 2:35
5. "See You Later, I'm Gone" - 3:08
6. "Ramblin'" - 5:07
7. "My Jesus Told Me So" - 5:32
8. "AB's Song" - 1:15

### Bonus track
"Everyday (I Have the Blues)" (Live at Winterland Auditorium, San Francisco, CA,1973)

## Créditos
- Doug Gray - voz, percusión
- Toy Caldwell - guitarra, voz
- Tommy Caldwell - bajo, percusión
- George McCorkle - guitarra, percusión
- Paul Riddle - batería
- Jerry Eubanks - flauta, saxofón